# Colangia moseleyi
Colangia moseleyi är en korallart som först beskrevs av Faustino 1927.  Colangia moseleyi ingår i släktet Colangia och familjen Caryophylliidae. Inga underarter finns listade i Catalogue of Life.